# Bedřich Barský z Baště
Bedřich Barský z Baště byl slezský šlechtic náležející k těšínským stavům. V roce 1619 držel na Těšínsku vsi Michálkovice, Záblatí, Hrušov, Horní Marklovice a Heřmanice s celkovým počtem 186 osedlých.